# Зотов, Евгений Васильевич
Евгений Васильевич Зотов (3 апреля 1902, Москва — 30 мая 1967, там же) — советский живописец и театральный художник.

## Биография
Родился в 1902 году в Москве. С 1914 по 1916 г. учился в студии художника Аникиты Петровича Хотулева, затем в Строгановском училище (1916—1917) у Василия Николаевича Бакшеева.
В 1919—1921 годах учился во ВХУТЕМАС (ВХУТЕИН) у Аристарха Лентулова. В возрасте 17 лет, в 1919 году, устроился работать учителем рисования в школу-колонию Бауманского РайОНО. 
В 1921 году он бросает школу-интернат и устраивается на работу в Московский Камерный театр одновременно художником и актёром. В 1927—1928 гг. посещает мастер-классы Роберта Фалька во ВХУТЕМАС (ВХУТЕИН), которому какое-то время подражает.
В 1928 году, после того, как Фальк уезжает в Париж, Зотов уходит из ВХУТЕМАСа и возвращается в театр. Работает актёром и художником в бывшем театре Корша, в 1929 г. участвует в постановке «Резизора» в Московском рабочем театре, работает в Тбилисском русском театре («Коварство и любовь» Шиллера), в Новосибирском «Красном Факеле», в Центральном театре Красной Армии, куда приглашает его хороший приятель Юрий Завадский. В 1940 году он поступает на живописное отделение курсов повышения квалификации Института изобразительных искусств (МГХИ им. Сурикова).
Ученик Лентулова и Фалька, Зотов тяготеет к авангардизму, однако в текущих условиях советской действительности вынужден писать реалистично. Это удается: он ездит в творческие командировки на всесоюзные стройки, в 1937 году создает серию портретов тружеников социалистического строительства, принимает участие в выставках молодых художников на тему победы сталинских пятилеток. Положение Зотова усугубляется его нетрадиционной сексуальной ориентацией, которую он скрывал из-за угроз уголовного преследования. Своей семьи не имел, у него был лишь брат Анатолий Зотов. 
Не участвуя в активной художественной жизни страны, он держится в тени, работая как театральный художник-постановщик в Казани, Костроме, Калуге, Тамбове, Новосибирске и других городах. По большей части Зотов оформляет классические спектакли: «Женитьба Белугина», «Дядя Ваня», «Рюи Блаз», «Проделки Скапена», «Маскарад» М. Ю. Лермонтова (1944, Ташкентский Русский Академический Драматический Театр). Но случаются и современные постановки: «Годы странствий» Арбузова, «Слава» Гусева (1936, Казанский Русский Драматический Театр), «Весенние зарницы» Крашенинникова.
В 1949 году по приглашению Завадского возглавляет Художественные мастерские театра им. Моссовета. В 1950-е годы становится автором ряда макетов промышленных сооружений для выставок.
В годы хрущевской оттепели Зотов принимает участие в ряде выставок художников-авангардистов. В 1961 г. его произведения экспонируются в Лондоне, а в 1962 г., по некоторым данным, он участвует в резонансной выставке в Манеже.
В 1968 году в Государственном центральном театральном музее им. А. А. Бахрушина прошла посмертная выставка картин Зотова.
Работы Евгения Васильевича Зотова хранятся в музее им. А. А. Бахрушина и в частных коллекциях.

## Документы
|  |  |  |